# Tongamya stuckenbergi
Tongamya stuckenbergi is een vliegensoort uit de familie Mydidae. De wetenschappelijke naam van de soort is voor het eerst geldig gepubliceerd in 2001 door Irwin & Wiegmann.
De soort komt voor in Angola en Namibië.